# Het gerucht
Het gerucht is een schilderij van de Nederlandse schilder Joop Moesman. 
Het schilderij is gesigneerd waarbij het het jaartal 1937 bevat. Het met olieverf beschilderde doek heeft de afmetingen van ongeveer 1 meter breed bij 1,20 meter hoog. Afgebeeld in het werk is onder meer een naakte vrouw die over straat fietst met een viool op de bagagedrager. Aan het schilderij gingen diverse voorstudies vooraf. Verder gebruikte Moesman foto's waaronder een van zijn vader voor de bebouwing in de achtergrond.
Het gerucht is wellicht het bekendste werk van Moesman. Het werd in de jaren 1950 onder meer afgedaan als ...een min of meer onsmakelijk geval van een textielloze juffer... en op een Utrechtse tentoonstelling van Kunstliefde werd het op last van de burgemeester verwijderd, een lot wat ook diverse andere van zijn schilderijen trof. Het werk hing jarenlang in zijn woning aan de Utrechtse Oudegracht. De biermagnaat Freddy Heineken kocht het schilderij uiteindelijk in de jaren 1960 aan.